# ۲۰۳۸ (میلادی)

۲۰۳۸ (میلادی)

۲۰۳۸ (میلادی) ۲۰۳۸مین سال تقویم میلادی است.

## درگذشتگان
‎